# Gerald Richardson
Gerald Richardson (fl. XX secolo) è stato un militare e poliziotto britannico che organizzò e diresse dal 1945 al 1954 la Venezia Giulia Police Force. Iniziò la sua carriera nella polizia di Nottingham e passò in seguito alla C.I.D. di Scotland Yard. Nel luglio 1943 fu commissionato dall'esercito britannico e inviato in Nord Africa (Algeri e Tunisi) e in Sicilia (Palermo) dove assunse il comando della Questura locale.
Fu poi trasferito a Napoli dove per 18 mesi ricoprì la carica di Chief Public Safety Officer. Nel maggio del 1945 fu designato Direttore di Pubblica Sicurezza nella Venezia Giulia Police a Trieste con l'incarico di organizzare, assieme a un nucleo di poliziotti inglesi e americani, un corpo di polizia che sostituisse la Difesa Popolare creata dagli jugoslavi durante i 40 giorni di occupazione della città. 
Con il passaggio dall'amministrazione alleata a quella italiana, nell'ottobre 1954, il Colonnello Richardson fu trasferito a Tangeri, all'epoca una città internazionale, dove nel marzo 1955 assunse la carica di Commissaire, Chef de la Sureté, Police Générale.